# 무함마드 바흐티야르 할지
이흐티야르 알딘 무함마드 바흐티야르 할지(파슈토어: اختیارالدین محمد بختیار غلجي, 벵골어: ইখতিয়ারউদ্দীন মুহাম্মাদ বখতিয়ার খলজী) 또는 바흐티야르 할지는 고르 제국의 통치자 무함마드의 투르크-아프간 군 장군으로, 동인도의 벵골과 비하르 지역의 이슬람 정복을 이끌고 통치자로 자리잡았다. 그는 1203년부터 1227년까지 짧은 기간 동안 벵골을 통치했던 벵골 할지 왕조의 창시자였다.
서기 1197년과 1206년 사이에 인도 아대륙에 대한 할지의 침입은 대량 이주와 불교 승려들의 대량 학살에 이르게 했고, 북인도의 전통적인 고등 교육 기관에 손상을 입혔다. 벵골에서, 할지의 통치는 불교의 쇠퇴에 큰 영향을 끼쳤다. 그의 통치는 벵골 술탄국과 벵골 수바의 통치로 이어지는 이슬람의 벵골 통치의 시작이라고 말해진다.
바흐티야르는 1206년 불운한 티베트 원정을 시작해 알리 마르단과 미르자 하이데르 고니 파하드가 벵골로 돌아오자 암살당했다. 그의 뒤를 이어 무함마드 시란 할지가 벵골을 다스렸다.

## 같이 보기
- 마흐무드 (가즈나 왕조)